# Някои го предпочитат... студено
„Някои го предпочитат...студено“ (на френски: Certains l'aiment... froide) е френска комедия с участието на Луи дьо Фюнес. Филмът е заснет през 1959 г., но премиерата му се е състои на 17 февруари 1960 г.

## Сюжет
Потомците на богатия Маркиз Дьо Валморена, починал през 1759 година, се събират заедно, за да чуят неговото завещание, което покойният е заповядал да остане скрито в продължение на 200 години и да бъде отворено в 1959 година. Сега потенциалните наследници получават тежък удар, защото в завещанието се казва, че цялото наследство ще получи този от тях, който докаже че е неизлечимо болен...

## В ролите
- Луи дьо Фюнес, като Анже Галопен, кредитора
- Пиер Дудан, като Пиер Валморен, швейцарския наследник
- Робер Мануел, като Луиджи Валморен
- Франсис Бланше, като Уилям Фостър Валморен, американския наследник
- Ноел Роквер, като Албер Льобоито, нотариуса
- Жан Ришар, като Жером Валморен
- Матилде Касадесус, като Матилде Валморен
- Мирей Пере, като майката на Пиер Валморен
- Франсоаз Бегуин, като Ариел
- Гай Нелсън, като Тони, певецът
- Хабиб Бенглиа, като Анибал Валморен, африканския наследник
- Ники Валор, като Ингрид Валморен, датския наследник
- Жан-Пол Рулан, като Доктор Шустер
- Леонс Корне, като Мейер, асистента на Льобоито
- Хари-Макс, като директорът на психиатрията Сен Венсан
- Макс Елой, като Симпсън
- Албер Домерже, като доктора на затвора
- Мари-Пиер Касей, като медицинската сестра
- Пиер Дункан, като охранителя в затвора